# Rotskunst van de Sahara
De rotskunst van de Sahara in Noord-Afrika is ontstaan over een periode van 12.000 jaar.
Veel van deze beelden zijn rotstekeningen, die alleen door de gravering in het rotsoppervlak bewaard zijn gebleven.
De Sahara was gedurende miljoenen jaren een herhaaldelijk aan extreme klimatologische schommelingen blootgestelde woestijn.

## Verspreiding en datering
Artefacten en rotstekeningen uit de verschillende fasen van de steentijd tonen dat de Sahara in zijn gehele omvang telkens weer door mensen bewoond werd. De rotstekeningen worden tegenwoordig vooral in bergen en grotten gevonden, welke plaatsen gunstige voorwaarden voor hun behoud bieden. Ook de leefomstandigheden waren toentertijd in deze regio's gunstiger dan in de laaglanden. In 1500 v. Chr. begon een laatste periode van uitdroging, die met tussenpozen tot vandaag aanhoudt.
Voor de volgende rotskunstlocaties:
- Sahara-Atlas (Marokko)
- Tassili n'Ajjer (Algerië)
- Tadrart Acacus en Messak Settafet in de Fezzan (Libië)
- Tibestigebergte (Tsjaad)
- Djadoplateau (Niger)
- Ennediplateau (Tsjaad)

werd een relatieve chronologie voorgesteld, waarbij ervan wordt uitgegaan dat de beelden van grote wilde dieren ouder moeten zijn dan die van de verschillende huisdieren. Hieruit volgen vijf periodes, die gerelateerd aan de klimaatschommelingen tot een min of meer absolute datering leiden.

### Bubalusperiode (10.000–8000 v.Chr.)
De naam Bubalus verwijst naar de Syncerus antiquus, vroeger als Bubalus antiquus geclassificeerd. Deze Afrikaanse rundersoort met meterlange horens is ongeveer 5000 jaar geleden uitgestorven. In deze stijl zijn afbeeldingen van de hele Afrikaanse grootwildfauna uitgevoerd, bijv. olifant, neushoorn, giraffe, buffel, leeuw, diverse antilopen en gazellen. Met name de wilde ezel wordt vaak afgebeeld, daarom spreekt men ook van wilde ezel- of jagertijd.
Afbeeldingen van krokodillen en nijlpaarden verwijzen naar waterrijkdom. Mensen worden afgebeeld bij het jagen en verzamelen, spelen echter een ondergeschikte rol en worden op klein formaat afgebeeld.

### Kel Essufperiode  (8000-7000 v.Chr.)
De Kel Essufperiode is de periode waarin voor het eerst gegraveerde menselijke afbeeldingen van een Sub-Saharaans type het hoofdonderwerp zijn.

### Rondkopperiode (7000–6000 v.Chr.)
De mensen worden met ronde, rechtstreeks op het lichaam geplaatste hoofden afgebeeld. De kunst van deze periode kenmerkt zich door stilering en abstractie. Grootwild en gedomesticeerde dieren worden nauwelijks afgebeeld: de mens ziet zichzelf als het middelpunt van de wereld.

### Pastorale periode (5000–2500 v.Chr.)
In de vochtige neolithische periode overheersen afbeeldingen van gedomesticeerde runderen, schapen, geiten en honden. Mensen worden steeds meer in alledaagse taferelen afgebeeld.

### Paardenperiode (1500 v. Chr. - begin van de jaartelling)
De afbeeldingen vallen in de tijd van de laatste relatief vochtige periode. Mensen worden afgebeeld als dubbele driehoek met staafvormig hoofd. Ze dragen wapens en, 200 jaar na de invasie van de Hyksos in Egypte, gebruiken ze ook paard en wagen.
Deze tekeningen zijn van de door Herodotus genoemde Garamanten, een in de Fezzan wonend Berbervolk. Ze vestigden zich in ieder geval vanaf het begin van de 1e millennium v.Chr. in het binnenland van Libië en de Fezzan, met als belangrijkste steden Zinchecra en Garama (Djerma ten noorden van Murzuq). Door het fokken van paarden en het gebruik van de vierspan-strijdwagen konden ze de omringende volkeren onderwerpen.

### Kamelenperiode
De dromedaris wordt omstreeks het begin van de Christelijke jaartelling in de Sahara geïntroduceerd, en daarna bijna uitsluitend afgebeeld.